# Primera categoria del Campionat de Catalunya de futbol 1909-1910
Resultats de la lliga de Primera categoria del Campionat de Catalunya de futbol 1909-1910.

## Sistema de competició
Per primer cop a la categoria de sèniors es jugaren en paral·lel tres campionats, corresponents a primers, segons i tercers bàndols. Per al de primers, del qual tracta aquest article, s'inscrigueren 7 equips: Foot-ball Club Barcelona, Club Deportiu Espanyol, Universitary Sport Club, Foot-ball Club Espanya, Català Sport Club, Star Foot-ball Club i Foot-ball Club Central, segons els noms de l'època. El Barcelona revalidà el títol, l'Espanyol fou segon i l'Universitary tercer després d'un partit de desempat amb l'Espanya.

## Classificació
| Pos | Equip            | PJ | PG | PE | PP | GF | GC | DG  | Pts | Classificació |       | Futbol Club Barcelona | Club Deportiu Espanyol | Universitary Sport Club | Futbol Club Espanya | Català Futbol Club | Star FC | Foot-ball Club Central |
| --- | ---------------- | -- | -- | -- | -- | -- | -- | --- | --- | ------------- | ----- | --------------------- | ---------------------- | ----------------------- | ------------------- | ------------------ | ------- | ---------------------- |
| 1   | FC Barcelona (C) | 12 | 12 | 0  | 0  | 55 | 3  | +52 | 24  | Campió        |       | —                     | 1–0                    | 1–0                     | 5–1                 | 8–1                | (c/p)   | 12–0                   |
| 2   | CD Espanyol      | 12 | 8  | 1  | 3  | 31 | 9  | +22 | 17  |               |       | (c/p)                 | —                      | 2–1                     | 3–0                 | 7–0                | 4–1     | 1–0                    |
| 3   | Universitary SC  | 12 | 7  | 1  | 4  | 26 | 14 | +12 | 15  |               | (c/p) | 3–2                   | —                      | 2–2                     | 2–1                 | (c/p)              | (c/p)   |                        |
| 4   | FC Espanya       | 12 | 7  | 1  | 4  | 26 | 20 | +6  | 15  |               | (c/p) | 2–4                   | 4–3                    | —                       | 5–0                 | 5–0                | 5–2     |                        |
| 5   | Català SC        | 12 | 3  | 1  | 8  | 13 | 41 | −28 | 7   |               | 1–10  | 1–1                   | 1–4                    | 1–2                     | —                   | 4–0                | 1–2     |                        |
| 6   | Star FC          | 12 | 2  | 0  | 10 | 1  | 30 | −29 | 4   |               | 0–8   | (c/p)                 | 0–7                    | (c/p)                   | 0–2                 | —                  | (c/p)   |                        |
| 7   | FC Central       | 12 | 1  | 0  | 11 | 5  | 40 | −35 | 2   |               | 0–10  | 0–7                   | 1–4                    | (c/p)                   | (c/p)               | (c/p)              | —       |                        |

## Resultats
| Jornada  | Data             | Local        |   | Visitant     |       | Resultat |       |
| -------- | ---------------- | ------------ | - | ------------ | ----- | -------- | ----- |
| 1        | 21 novembre 1909 | Star         | - | Català       | 0     | -        | 2     |
| 2        | 28 novembre 1909 | Espanyol     | - | Central      | 1     | -        | 0     |
| 2        | 28 novembre 1909 | Espanya      | - | Star         | 5     | -        | 0     |
| 2        | 28 novembre 1909 | Universitary | - | Català       | 2     | -        | 1     |
| 3        | 5 desembre 1909  | Espanya      | - | Central      | 5     | -        | 2     |
| 3        | 5 desembre 1909  | Barcelona    | - | Català       | 8     | -        | 1     |
| 3        | 5 desembre 1909  | Espanyol     | - | Universitary | 2     | -        | 1     |
| 4        | 12 desembre 1909 | Barcelona    | - | Espanyol     | 1     | -        | 0     |
| 4        | 12 desembre 1909 | Universitary | - | Espanya      | 2     | -        | 2     |
| 4        | 12 desembre 1909 | Central      | - | Star         | (c/p) | (c/p)    | (c/p) |
| 5        | 19 desembre 1909 | Barcelona    | - | Espanya      | 5     | -        | 1     |
| 5        | 19 desembre 1909 | Català       | - | Central      | 1     | -        | 2     |
| 5        | 19 desembre 1909 | Star         | - | Universitary | 0     | -        | 7     |
| 6        | 9 gener 1910     | Català       | - | Espanyol     | 1     | -        | 1     |
| 6        | 9 gener 1910     | Star         | - | Barcelona    | 0     | -        | 8     |
| 6        | 9 gener 1910     | Universitary | - | Central      | (c/p) | (c/p)    | (c/p) |
| 7        | 16 gener 1910    | Català       | - | Espanya      | 1     | -        | 2     |
| 7        | 16 gener 1910    | Barcelona    | - | Central      | 12    | -        | 0     |
| 7        | 16 gener 1910    | Espanyol     | - | Star         | 4     | -        | 1     |
| 8        | 23 gener 1910    | Barcelona    | - | Universitary | 1     | -        | 0     |
| 8        | 23 gener 1910    | Espanyol     | - | Espanya      | 3     | -        | 0     |
| 9        | 13 febrer 1910   | Català       | - | Star         | 4     | -        | 0     |
| 10       | 20 febrer 1910   | Central      | - | Espanyol     | 0     | -        | 7     |
| 10       | 22 maig 1910     | Star         | - | Espanya      | (c/p) | (c/p)    | (c/p) |
| 10       | 20 febrer 1910   | Català       | - | Universitary | 1     | -        | 4     |
| 11       | 27 febrer 1910   | Central      | - | Espanya      | (c/p) | (c/p)    | (c/p) |
| 11       | 27 febrer 1910   | Català       | - | Barcelona    | 1     | -        | 10    |
| 11       | 24 abril 1910    | Universitary | - | Espanyol     | 3     | -        | 2     |
| 12       | 12 juny 1910     | Espanyol     | - | Barcelona    | (c/p) | (c/p)    | (c/p) |
| 12       | 8 maig 1910      | Espanya      | - | Universitary | 4     | -        | 3     |
| 12       | 6 març 1910      | Star         | - | Central      | (c/p) | (c/p)    | (c/p) |
| 13       | 17 abril 1910    | Espanya      | - | Barcelona    | (c/p) | (c/p)    | (c/p) |
| 13       | 13 març 1910     | Central      | - | Català       | (c/p) | (c/p)    | (c/p) |
| 13       | 15 maig 1910     | Universitary | - | Star         | (c/p) | (c/p)    | (c/p) |
| 14       | 7 agost 1910     | Espanyol     | - | Català       | 7     | -        | 0     |
| 14       | 20 març 1910     | Barcelona    | - | Star         | (c/p) | (c/p)    | (c/p) |
| 14       | 17 abril 1910    | Central      | - | Universitary | 1     | -        | 4     |
| 15       | 27 març 1910     | Espanya      | - | Català       | 5     | -        | 0     |
| 15       | 27 març 1910     | Central      | - | Barcelona    | 0     | -        | 10    |
| 15       | 27 març 1910     | Star         | - | Espanyol     | (c/p) | (c/p)    | (c/p) |
| 16       | 3 abril 1910     | Universitary | - | Barcelona    | (c/p) | (c/p)    | (c/p) |
| 16       | 3 juliol 1910    | Espanya      | - | Espanyol     | (n/p) | (n/p)    | (n/p) |
| Desempat | 18 setembre 1910 | Universitary | - | Espanya      | (s/d) | (s/d)    | (s/d) |
|          |                  |              |   |              |       |          |       |

Notes
- Jornada 1: matx jugat a 60 minuts.
- Jornada 2: Star presentà només 9 jugadors.
- Jornada 4: el partit Central-Star amb resultat 3 a 2 fou anul·lat per la Federació i posteriorment Central cedí els punts.
- Jornada 6: el partit Universitary-Central amb empat a 2 fou anul·lat per la Federació i posteriorment Central cedí els punts.[4][5]
- Jornada 10: Star cedí els punts.
- Jornada 11: Central cedí els punts.
- Jornades 10 i 11: els partits del Català es van jugar al camp del contrari, pel mal estat del Velòdrom de la Bonanova.
- Jornada 12: Central i Espanyol cediren els punts.
- Jornada 13: Central, Espanya i Star cediren els punts.
- Jornades 14 i 15: Star cedí els punts.
- Jornada 16: El partit previst pel 3-4-1910 no es va jugar. El dia 4-4-1910 es jugà un Espanya 2-Espanyol 4, però no fou de campionat.[6] El partit es va anar ajornant fins al 3-7-1910. Els punts foren concedits a l'Espanyol perquè Espanya no es presentà. La resolució final es publicà a Mundo Deportivo el 1910/09/15. El partit Universitary-Barcelona amb resultat 0 a 1 fou anul·lat per la Federació i posteriorment Universitary cedí els punts.[7][8]
- En el partit de desempat pel tercer lloc la victòria fou per l'Universitary però no hi ha dades del resultat exacte.

## Golejadors
| Gols |                    |                 |
| ---- | ------------------ | --------------- |
| 23   | Carles Comamala    | FC Barcelona    |
| 16   | Charles Wallace    | FC Barcelona    |
| 4    | Romà Forns         | FC Barcelona    |
| 3    | José Berdié        | RCD Espanyol    |
| 2    | Llonch             | FC Barcelona    |
| 2    | José M. Ovejero    | Universitary SC |
| 2    | Camilo Balat       | Català SC       |
| 2    | Puig               | Català SC       |
| 2    | Despuig            | RCD Espanyol    |
| 1    | Joan Macià         | FC Barcelona    |
| 1    | Enric Peris        | FC Barcelona    |
| 1    | J. Roteta          | Universitary SC |
| 1    | Leandro Aguirreche | Universitary SC |
| 1    | Santiago Massana   | RCD Espanyol    |
| 1    | Emili Sampere      | RCD Espanyol    |
| 1    | Àngel Ponz         | RCD Espanyol    |
| 1    | Beovide            | RCD Espanyol    |
| 1    | Casellas           | FC Espanya      |
| 1    | Seguí              | FC Espanya      |
| 1    | Josep Graell       | FC Espanya      |
|      |                    |                 |

Nota
- No hi ha dades de tots els golejadors.